# Salomon Stricker

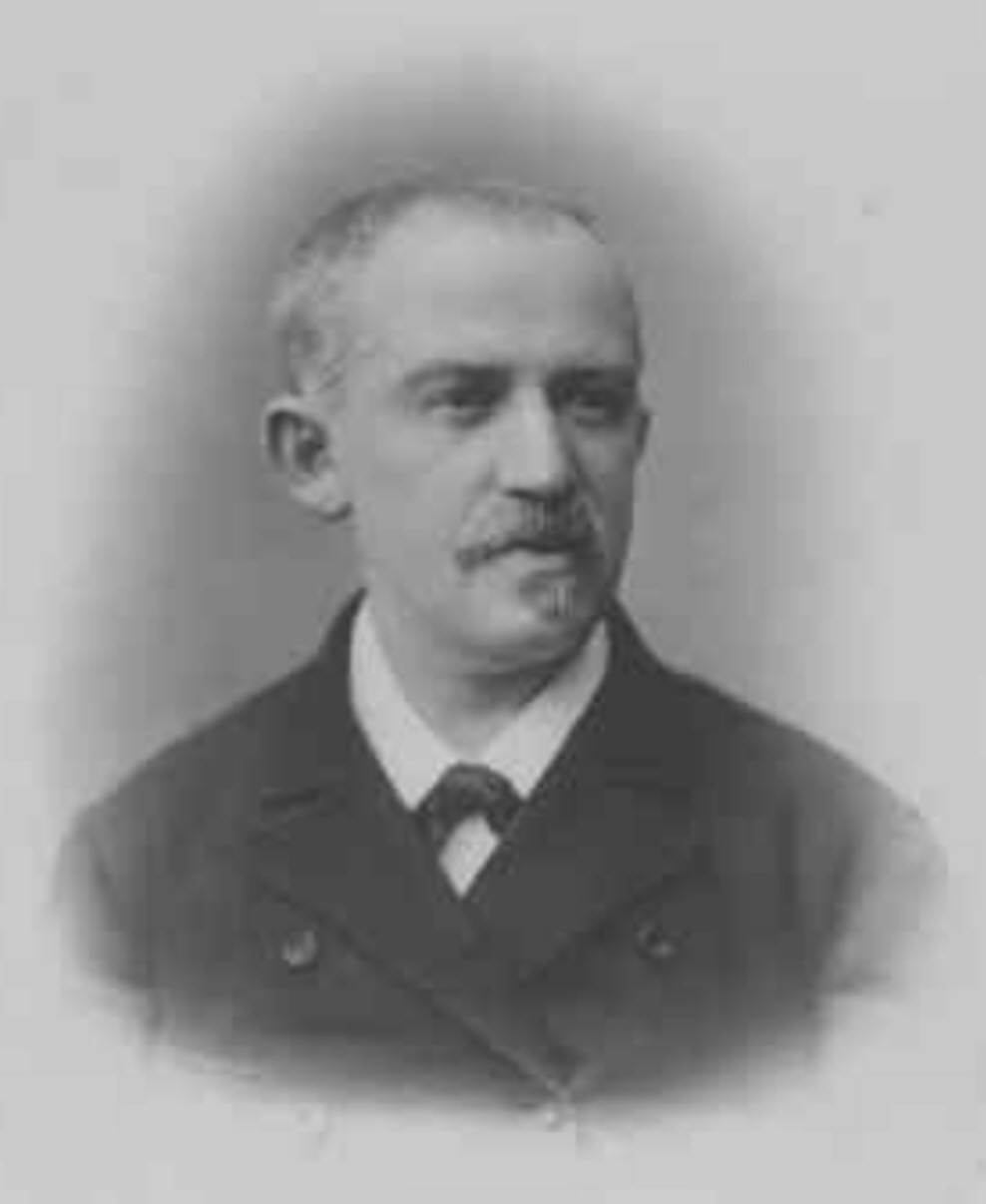
Salomon Stricker, fotografiert von Josef Löwy

Salomon Stricker (* 1. Januar 1834 in Waag-Neustadtl/Ungarn; † 2. April 1898 in Wien) war ein österreichisch-ungarischer experimenteller Pathologe und Histologe.

## Leben
Stricker studierte Medizin an der Universität Wien und wurde später Assistent am Institut für Physiologie bei Ernst Wilhelm von Brücke, wo er 1858 promoviert wurde. 1862 habilitierte er sich für das Fach Embryologie. 1866 erfolgte seine Ernennung als Adjunkt für Experimentelle Forschung an der II. Med. Klinik unter Johann von Oppolzer. 1868 wurde er außerordentlicher Professor und Leiter des Instituts für Allgemeine und Experimentelle Pathologie in Wien, das aus einem von Stricker ab 1863 geleiteten Laboratorium hervorging.
Stricker wurde 1872 ordentlicher Professor für Allgemeine und Experimentelle Pathologie an der Universität Wien auf Vorschlag von Carl von Rokitansky. Zu seinen wichtigsten Schülern zählten unter anderem Carl Heitzmann, Max Kassowitz, Gustav Gärtner, Julius Wagner von Jauregg, Ernst Freund, Leopold Oser und Carl Koller.

## Werke
- Handbuch der Lehre von den Geweben des Menschen und der Thiere. 2 Bände. 1871/72.
- Studien über das Bewußtsein. Braumüller, Wien 1879.
- Vorstellungen über allgemeine und experimentelle Pathologie. Braumüller, Wien 1880.
- Studien über die Sprachvorstellungen. Braumüller, Wien 1880.
- Studien über die Bewegungsvorstellungen. Braumüller, Wien 1882.
- Neuro-elektrische Studien. Braumüller, Wien 1883.
- Physiologie des Rechts. Töplitz & Deuticke, Wien 1884. Digitalisat der HAAB Weimar
- Allgemeine Pathologie der Infektionskrankheiten. 1886.
- Über die wahren Ursachen. Eine Studie. Hölder, Wien 1887.
- Ueber das Können und Wissen der Ärzte. Antrittsrede für das Sommer-Semester 1892. Gistel, Wien 1892. (vlp.mpiwg-berlin.mpg.de)
- Skizzen aus der Lehranstalt für experimentelle Pathologie in Wien. Hölder, Wien 1892. (vlp.mpiwg-berlin.mpg.de)
- Über strömende Elektricität. 2 Bände. 1892/1894.
- Ueber Projectionsmethoden. In: Wiener klinische Wochenschrift. Jg. 9, Nr. 41, 1896, S. 915 f. (vlp.mpiwg-berlin.mpg.de)